# IDEO
IDEO，是一家總部在美國加州帕羅奧多（Palo Alto）的知名設計公司，在舊金山、芝加哥、波士頓、倫敦和慕尼黑都有分公司，近年也在上海设立了办事处，规模成长迅猛。該公司聲稱自己的理念是專注於幫助顧客創新。目前業務包括有產品設計、設計顧問服務、環境規劃與數位經驗的理解。
IDEO成立於1991年，是由三家小型的設計公司合併的，分別是大衛凱利設計室（由一位史丹佛大學教授，大衛·凱利所創立）、以及ID TWO設計公司（由比爾·莫格里吉成立）、和Matrix Product 設計公司（由麥克·納托爾Mike Nuttal成立）。目前IDEO的執行長是Sandy Speicher、歸屬於Steelcase企業的子公司（Steelcase是世界最大的家具製造商）。而創立之初的三位創辦人如今依然對IDEO有影響力(比爾·莫格里吉於2012年9月8日辭世)。
該設計公司目前有350位設計師專注於不同領域，如人机界面、機構開發、電子、軟體設計、工業設計和介面設計。是世界上最活躍的大型設計公司之一，在許多設計領域有其影響力。客戶群分布在電腦業、醫療用品業、玩具業、辦公室家具業和汽車業等。其最著名的設計作品是蘋果電腦和微軟的第一個滑鼠、和PDA的經典機種Palm V，以及Steelcase品牌下的Leap Chair。2004年其主要客戶是Procter & Gamble， 百事可樂、微軟、Eli Lilly和Steelcase。
湯姆·凱利曾出版《創新藝術》，敘述了IDEO的設計發想流程，被目前許多設計科系學生和商務管理人廣為閱讀。
在世界上的設計大獎中，如BusinessWeek、IDSA獎等，IDEO可能是目前歷史上得到最多數設計大獎的公司之一。